# Spegel (data)
En spegel, engelska mirror, är en kontinuerligt eller regelbundet uppdaterad kopia av en fil eller annan mängd data.
En spegel kan finnas till för att minska belastningen på en server eller dataförbindelser eller för att utgöra säkerhetskopia. Speglar kan också användas av personer och organisationer utan koppling till den ursprungliga servern, för att ha tillgång till datat också utan att kontakta den.
På en enskild dator kan spegling innebära att datat (eller en del av datat) på en hårddisk även finns på en annan hårddisk. Detta kan skötas så att skrivoperationer automatiskt görs till båda hårddiskarna, läsoperationerna kan då fördelas mellan hårddiskarna, eller med system motsvarande spegling över nätverket. Genom att datat finns på två hårddiskar kommer ett maskinvarufel på den ena normalt inte att leda till att data förloras, och eventuellt kan driften fortsätta i normal ordning tills man kan byta den trasiga hårddisken. Med mer än två hårddiskar kan mer avancerade system användas, där man uppnår större säkerhet utan att mångfaldiga antalet hårddiskar. En ofta använd uppsättning metoder för ändamålet är raid; spegling betecknas som RAID 1.
Nätverksservrar med betydande trafik dubbleras ofta för att minska risken för driftsstopp, tillhandahålla tjänsterna nära användaren (för att minska användningen av dyra interkontinentala förbindelser eller undvika flaskhalsar) eller för att minska belastningen på en enskild server. I en del fall erbjuds utomstående tillgång till tjänsterna endast via speglar, varvid belastningen på huvudservern hålls liten och den lättare kan säkras mot inbrott över nätet.
Som säkerhetskopia fungerar en spegel inte särskilt bra i sig: fel i datat kopieras automatiskt till spegeln. Däremot kan spegeln säkerhetskopieras lokalt, oberoende av säkerhetskopieringen av huvudservern. I vissa situationer är upprätthållande av spegeln effektivare än att överföra färdiga säkerhetskopior.
En spegel kan också användas för att ha tillgång till data på huvudservern utan att behöva använda Internet. Detta är viktigt i situationer där anslutningen till Internet är långsam, opålitlig eller endast sporadisk, såsom för en bärbar dator på resa, ett fartyg på oceanen eller en forskningsstation i ödemarken.